# Frederik Willems
Frederik Willems (Eeklo, 8 settembre 1979) è un dirigente sportivo ed ex ciclista su strada belga. Attivo come professionista dal 2001 al 2014, vinse l'Étoile de Bessèges 2006 e la Driedaagse De Panne-Koksijde 2009. Dopo il ritiro ha ricoperto il ruolo di direttore sportivo prima alla Lotto Soudal e poi, dal 2021, all'Alpecin-Fenix.

## Carriera
Dotato di caratteristiche di passista veloce, raggiunge il professionismo negli ultimi mesi del 2001, ventiduenne, ottenendo un contratto da stagista con la quotata Mapei-Quick Step. L'anno dopo, grazie alla creazione della Mapei-Quick Step-Latexco, team filiale – una sorta di vivaio – della Mapei diretto da Luca Guercilena, ha la possibilità di gareggiare con regolarità tra i pro, avendo peraltro come compagni di squadra altri giovani promettenti come Filippo Pozzato, Fabian Cancellara, Michael Rogers, Evgenij Petrov. Proprio in quel 2002 ottiene la prima vittoria di categoria, in una tappa alla Vuelta a Cuba (il successo finale va a Pozzato).
Dopo il rientro nei ranghi della prima squadra Mapei, dal 2003 al 2006 corre per la Vlaanderen-T Interim (poi Chocolade Jacques), formazione fiamminga patrocinata da Eddy Merckx. È in questo quadriennio che ottiene i primi risultati di rilievo – da ricordare le quattro presenze al Giro delle Fiandre – e anche le prime vittorie nel Vecchio continente, quattro e tutte nel 2006: la prima tappa (dopo una fuga) e la classifica finale dell'Étoile de Bessèges, una tappa allo Ster Elektrotoer nei Paesi Bassi e una frazione al Tour of Britain.
Nel 2007 passa alla Liquigas, la squadra diretta da Roberto Amadio: in quella stagione corre per la prima volta sia la Parigi-Roubaix che il Tour de France, fornendo il suo aiuto nelle vesti di gregario. Un 2008 povero di risultati, poi nel 2009 si aggiudica la classifica generale della Driedaagse van De Panne, suo primo successo con la maglia della Liquigas. A propiziare il trionfo è la fuga, condotta insieme a Pozzato durante la prima tappa, grazie alla quale riesce a guadagnare più di un minuto sul gruppo; poi, complice anche il ritiro del vicentino, può amministrare il margine nella cronometro finale e festeggiare la vittoria. Pochi giorni dopo chiude diciottesimo al Giro delle Fiandre.
Nel 2010 gareggia alla Vuelta a España e ai campionati del mondo di Melbourne; l'anno dopo si trasferisce alla Omega Pharma-Lotto, la formazione capitanata da Philippe Gilbert.

## Palmarès
- 1999 (Dilettanti Under-23)

4ª tappa Tour de Liège
- 2000 (Dilettanti Under-23)

3ª tappa Triptyque des Barrages
1ª tappa Grand Prix Tell
- 2001 (Dilettanti Under-23)

4ª tappa Triptyque des Monts et Châteaux
Seraing-Aachen-Seraing
- 2002 (Mapei-Quick Step-Latexco, una vittoria)

7ª tappa Vuelta a Cuba
- 2006 (Chocolade Jacques-Topsport Vlaanderen, quattro vittorie)

1ª tappa Étoile de Bessèges (Marsiglia > Marsiglia)
Classifica generale Étoile de Bessèges
3ª tappa Ster Elektrotoer (Valkenburg aan de Geul > Valkenburg aan de Geul)
4ª tappa Tour of Britain (Wolverhampton > Birmingham)
- 2009 (Liquigas, una vittoria)

Classifica generale Driedaagse De Panne-Koksijde

### Altri successi
- 2001 (Dilettanti Under-23)

Prologo Tour de Liège (cronosquadre)
- 2006 (Chocolade Jacques-Topsport Vlaanderen)

Classifica sprint Tre Giorni delle Fiandre Occidentali

## Piazzamenti

### Grandi Giri
- Giro d'Italia

2013: 117º
- Tour de France

2007: 72º
2008: 110º
2009: 85º
2011: ritirato (9ª tappa)
2013: 163º
- Vuelta a España

2010: 87º
2012: 142º

### Classiche monumento
- Milano-Sanremo

2012: 91º
2013: ritirato
- Giro delle Fiandre

2003: ritirato
2004: ritirato
2005: ritirato
2006: 58º
2007: 95º
2008: 46º
2009: 18º
2010: 47º
2012: ritirato
2013: 56º
- Parigi-Roubaix

2007: ritirato
2008: 53º
2010: ritirato
2012: ritirato
- Liegi-Bastogne-Liegi

2005: non partito
2006: ritirato
- Giro di Lombardia

2012: ritirato

### Competizioni mondiali
- Campionati del mondo

Stoccarda 2007 - In linea Elite: ritirato
Melbourne 2010 - In linea Elite: ritirato